# Karina Soskyda
Karina Soskyda (ukrainisch Каріна Соскида, wiss. Transliteration Karina Soskyda; * 9. Oktober 2005 in Uschhorod, Ukraine) ist eine ukrainische Handballspielerin, die für die ukrainische Nationalmannschaft aufläuft.

## Karriere

### Im Verein
Soskyda spielte anfangs Handball in ihrer Geburtsstadt, wo sie für SDJuSchOR Karpaty Uschhorod und HK Karpaty Uschhorod auflief. Seit der Saison 2022/23 steht sie beim slowakischen Erstligisten IUVENTA Michalovce unter Vertrag. Mit IUVENTA Michalovce gewann sie 2023 und 2024 den slowakischen Pokal. Weiterhin stand sie mit dem im Finale des EHF European Cups 2023/24, in dem die Mannschaft gegen atticgo Balonmano Elche unterlag.

### In Auswahlmannschaften
Soskyda nahm mit der ukrainischen Jugendnationalmannschaft an der EHF U-17-Championship 2021 teil, einem Wettbewerb für Nationalmannschaften, die sich nicht für die U-17-Europameisterschaft qualifizieren konnten. Mit 28 Treffern belegte sie gemeinsam mit der Niederländerin Jalisha Loy den dritten Platz in der Torschützinnenliste des Turniers. Im darauffolgenden Jahr nahm Soskyda mit der ukrainischen Beachhandball-Nationalmannschaft der Juniorinnen an den Beachhandball-Juniorenweltmeisterschaften 2022 teil, bei den sie als Abwehrspezialisten zum Einsatz kam. Im Jahr 2023 gab Soskyda ihr Länderspieldebüt für die ukrainische A-Nationalmannschaft. Mit der Ukraine nahm sie bislang an der Weltmeisterschaft 2023 und an der Europameisterschaft 2024 teil.